# سكودا 100
سكودا 100 هي سيارة مدمجة من صناعة سكودا أوتو أنتجت في 1969 وتوقف إنتاجها في 1977.

## معرض صور

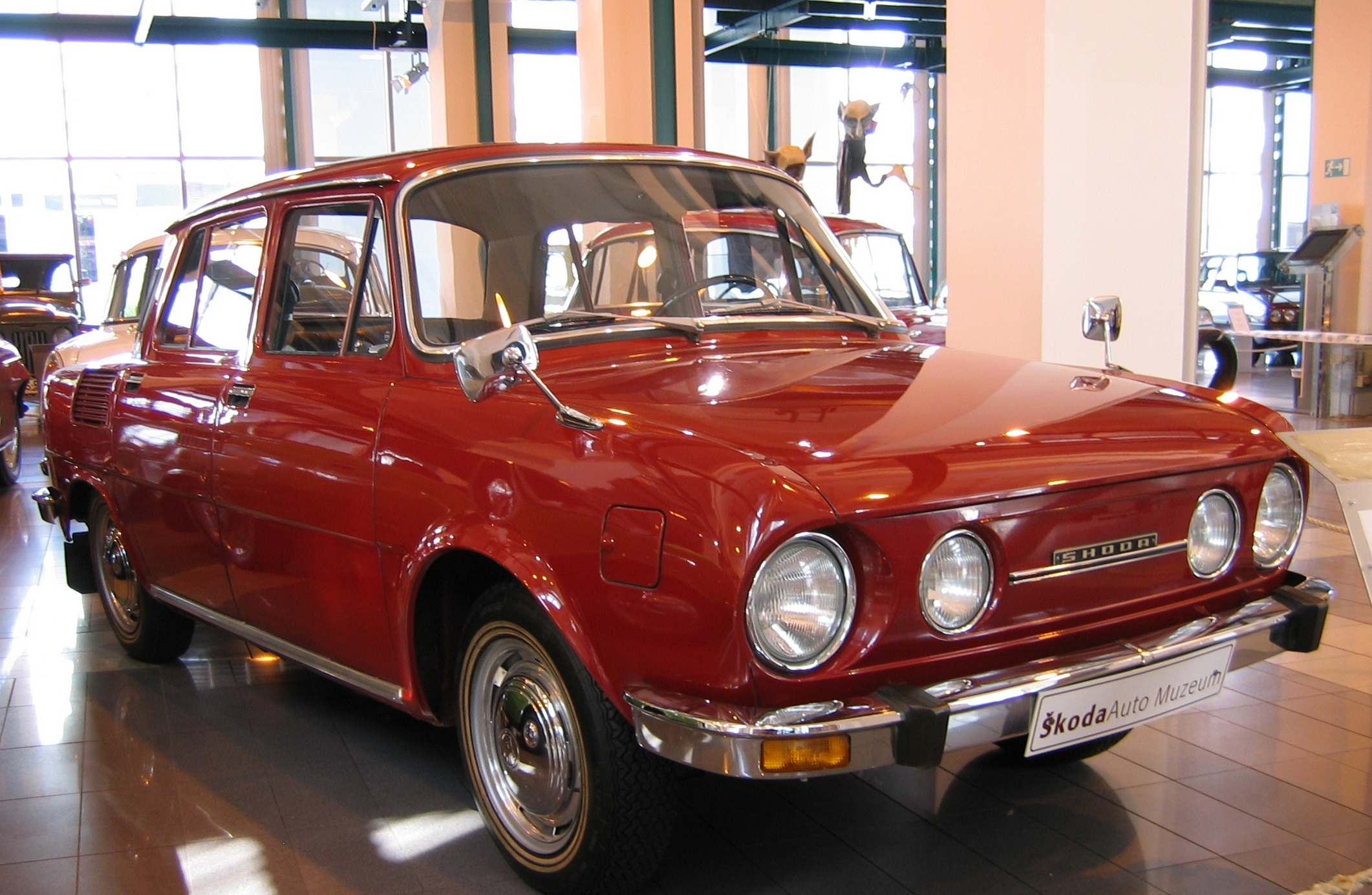
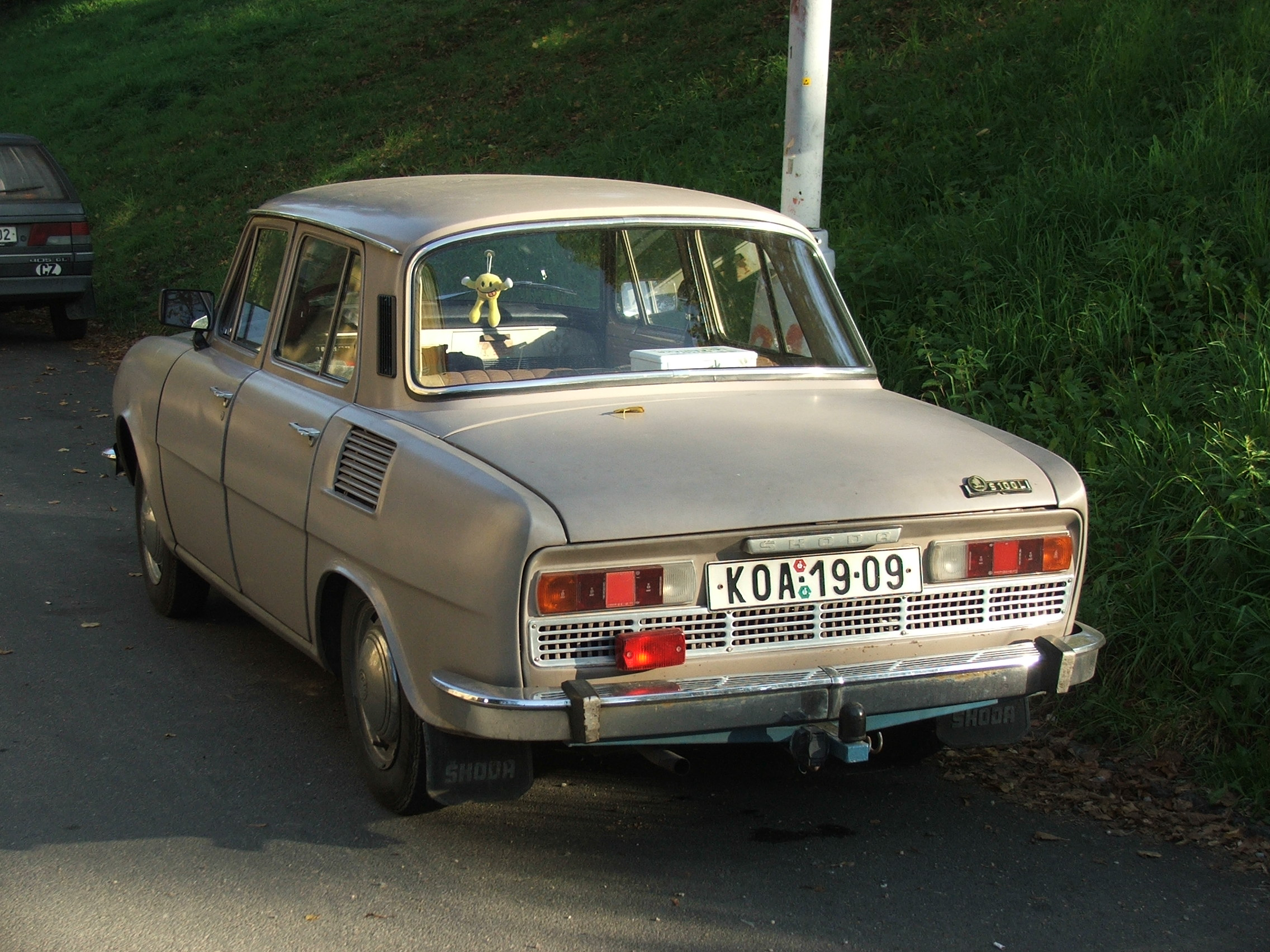
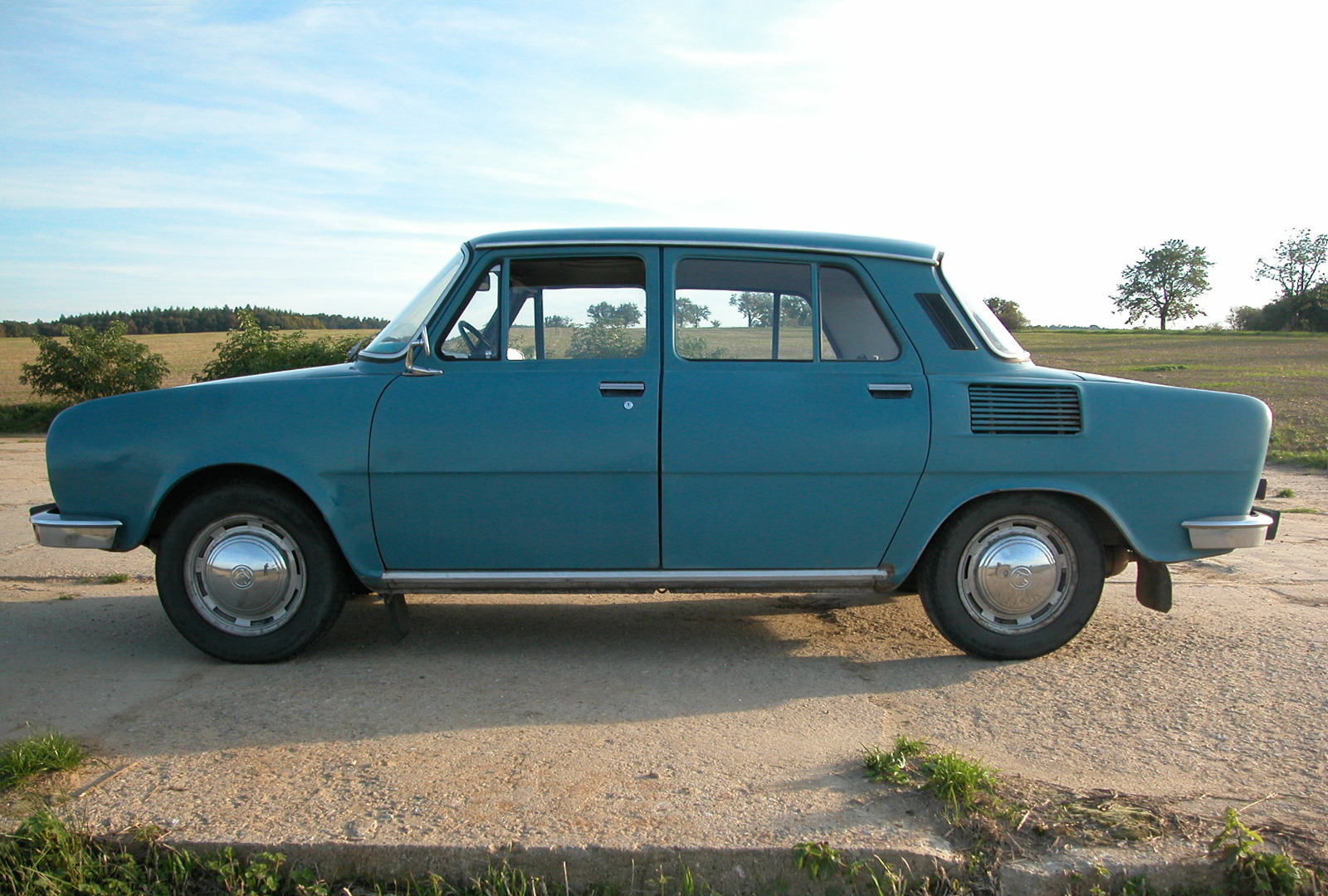
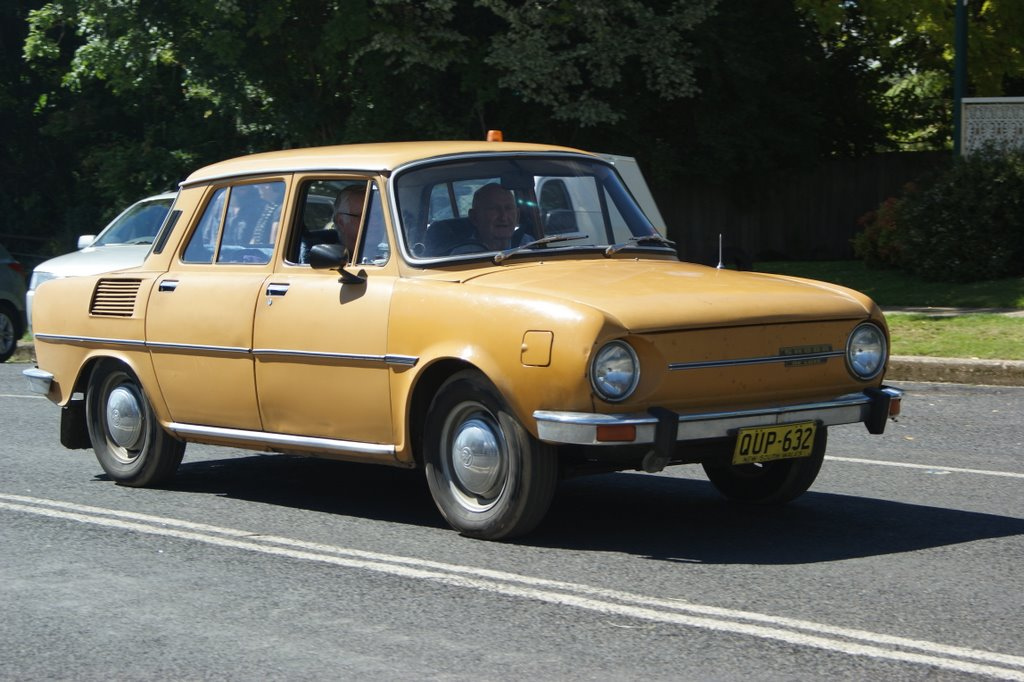
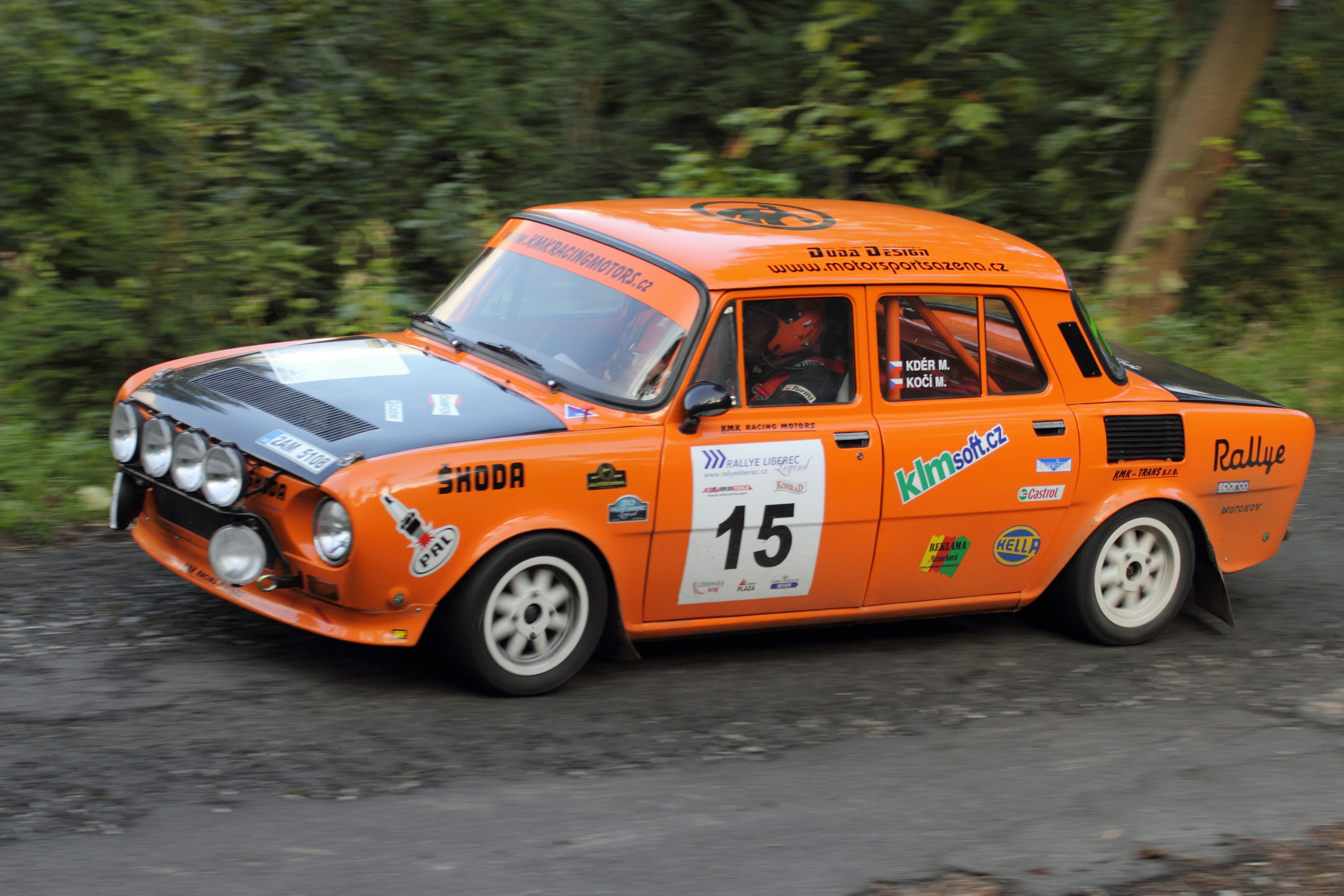